# José Merino del Río
José Merino del Río (Burgos, España, 12 de septiembre de 1949 - La Habana, Cuba, 8 de octubre de 2012) fue un politólogo, periodista y político español, naturalizado  costarricense, presidente fundador del Partido Frente Amplio, por el cual fue diputado en la Asamblea Legislativa de Costa Rica.

## Formación
Estudió Ciencias Políticas, así como Periodismo y Economía en la Academia de Ciencias Sociales de Moscú, Rusia; tenía una maestría en Sociología por la Universidad de Costa Rica. Ejerció la docencia: profesor de Lengua y Literatura en el Colegio La Salle y de la Escuela de Ciencias de la Comunicación de la citada universidad.

## Vida Pública
Fue asesor parlamentario, jefe de redacción de la revista Trabajo, director del semanario Libertad, asesor del programa de Fomento Económico de la Unión Europea, consultor de la presidencia de la Asamblea de la Comunidad de Madrid y del Programa PNUD – Estado de la Nación, director ejecutivo de la Fundación Manuel Mora Valverde.
Antes de formar el Frente Amplio, fue miembro del Comité Central y de la Comisión Política de Vanguardia Popular, del Partido del Pueblo Civilista, miembro del Comité Político de la Coalición Pueblo Unido, de Fuerza Democrática y miembro del Consejo de Defensa de la Institucionalidad.
Merino del Río fue elegido diputado por primera vez para el periodo legislativo 1998-2002 por el partido Fuerza Democrática y después, en las elecciones de 2006 ganó nuevamente un escaño, esta vez como representante del Frente Amplio.
Participó como representante de su partido en los pasados congresos de la Alternativa Bolivariana de las Américas (ALBA) y del Foro de São Paulo del 2007. 
Publicó varios libros, entre ellos: Manuel Mora y la democracia, La sociedad globalitaria: Una mirada a la cleptocracia neoliberal, Costa Rica, desafíos a la gobernabilidad democrática y La reforma del Estado y la política social.

## Vida privada
Contrajo matrimonio con Nieves Martínez fueron padres de su hijo Bruno, se separan y se casa con Patricia Mora Castellanos junto a la que tienen a Maricarmen y Alejandra.

## Fallecimiento
Merino del Río falleció en La Habana, Cuba, el 8 de octubre de 2012 a los 63 años de edad, en donde el 2 del mismo mes se le había realizado una operación en la que le extrajeron un tumor de riñón. Debió ir nuevamente al quirófano para realizarse una segunda intervención quirúrgica y falleció horas más tarde.